# Heilig Hartbeeld (Wintelre)
Het Heilig Hartbeeld is een standbeeld in de Nederlandse plaats Wintelre, in de provincie Noord-Brabant.

## Achtergrond
Het Heilig Hartbeeld, gemaakt door Jules Déchin, werd in 1927 geplaatst in een plantsoen naast de Sint-Willibrorduskerk. Andere afgietsels van dit beeld staan onder andere in Oploo en Volkel.

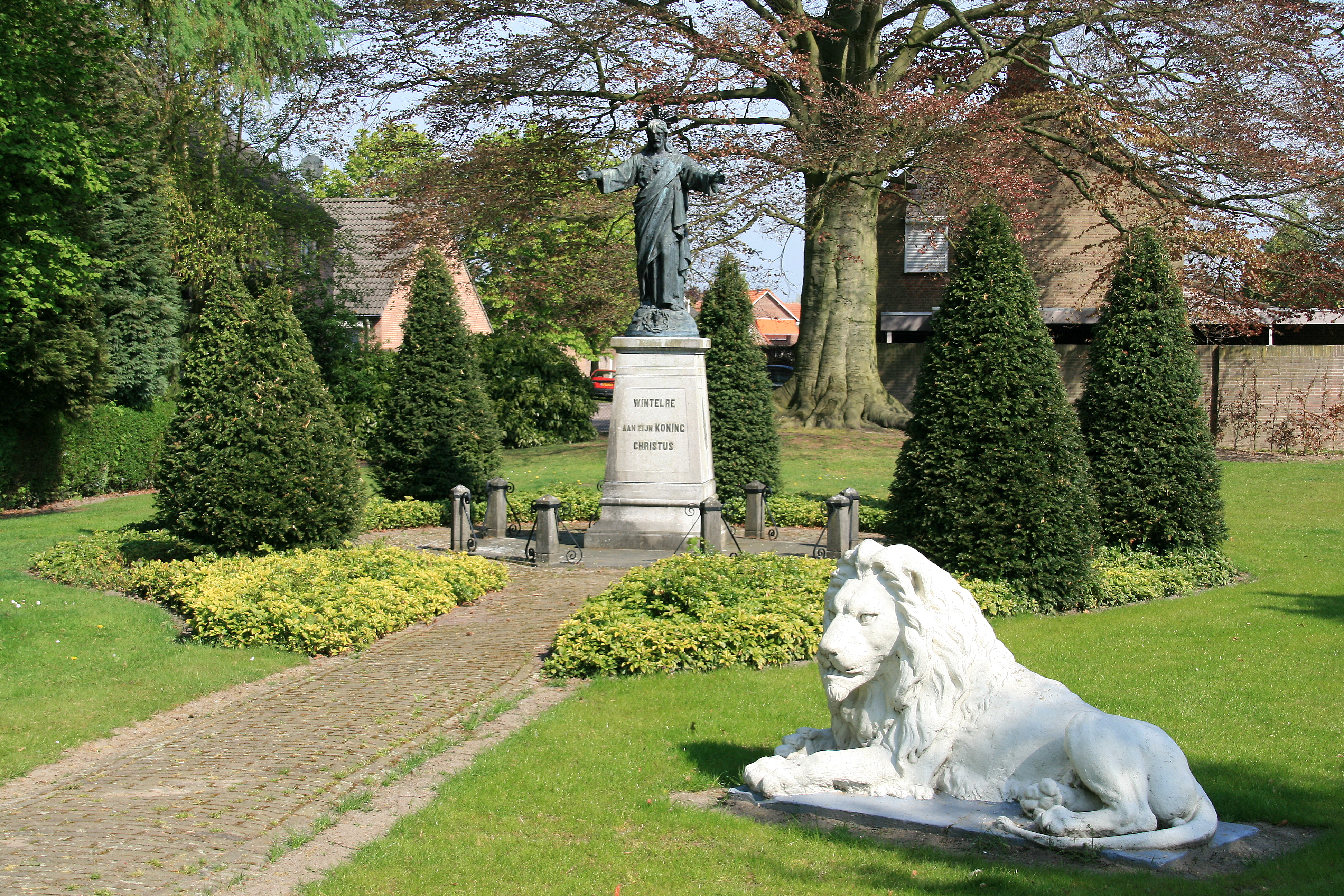
Overzichtsfoto

## Beschrijving
Het beeld is een staande Christusfiguur, met achter zijn hoofd een kruisnimbus. Hij houdt zijn armen wijd gespreid. Op zijn borst is, deels verscholen onder zijn kleed, een vlammend Heilig Hart te zien. Christus staat op een wereldbol, omgeven door wolken, waarop aan de voorzijde in reliëf passiewerktuigen zijn te zien: een kelk omkranst door een doornenkroon.
Op de sokkel is te lezen 

WINTELRE AAN ZIJN KONING CHRISTUS

.
Langs het pad naar het beeld liggen twee witgeschilderde leeuwen.

## Waardering
Het beeldhouwwerk is in 2002 als rijksmonument ingeschreven in het monumentenregister, onder meer vanwege het "kunsthistorisch belang door de stijl en de detaillering en is tevens van belang als voorbeeld van het oeuvre van het atelier Dechin. Het heeft ensemblewaarden vanwege de bijzondere situering, verbonden met de ontwikkeling van het kerkdorp. Het is van belang vanwege de architectuurhistorische en typologische zeldzaamheid, met name van de leeuwenbeelden."